# Ферли (Западна Вирџинија)
Ферли (енгл. Fairlea) насељено је место без административног статуса у америчкој савезној држави Западна Вирџинија.

## Демографија
По попису из 2010. године број становника је 1.747, што је 41 (2,4%) становника више него 2000. године.
| Група             | 2000.         | 2010.         |
| Белци             | 1.631 (95,6%) | 1.592 (91,1%) |
| Афроамериканци    | 20 (1,2%)     | 46 (2,6%)     |
| Азијати           | 13 (0,8%)     | 7 (0,4%)      |
| Хиспаноамериканци | 24 (1,4%)     | 72 (4,1%)     |
| Укупно            | 1.706         | 1.747         |